# 成長物語
成長物語（せいちょうものがたり、coming-of-age story）とはジャンル研究において、文学や演劇、映画、ビデオゲームなどのジャンルで、主人公が子供から大人になるまでの成長過程、すなわち「成人」に焦点を当てたものである。

## 概要
成長物語は、行動よりも会話や内面的な独白が重視される傾向にあり、（主人公の）過去が舞台となることが多く、一般的にティーンエイジャーが主人公になる。
教養小説（Bildungsroman）は、成長物語における特殊なサブジャンルである。
成長物語の筋書きは、たいてい、焦点が当てられている登場人物（複数可）の感情的な心の変化を描いている。
日本の漫画やアニメでは「主人公成長系」と呼ばれている。

## 教養小説
文学評論では、成長物語小説と教養小説は時に互換性があるが、通常は前者の方がより広いジャンルを意味している。教養小説（Bildungsroman；ドイツ語のBildungは「教育、education」、あるいは「形成、forming」に由来し、Romanは「小説、novel」に由来する）は、さらに多くの形式的で局所的、主題的な特徴を持つ。主人公が子どもから大人になる（成人する）までの心理的・道徳的成長に焦点を当て、その中での人物の変化を重要視している。

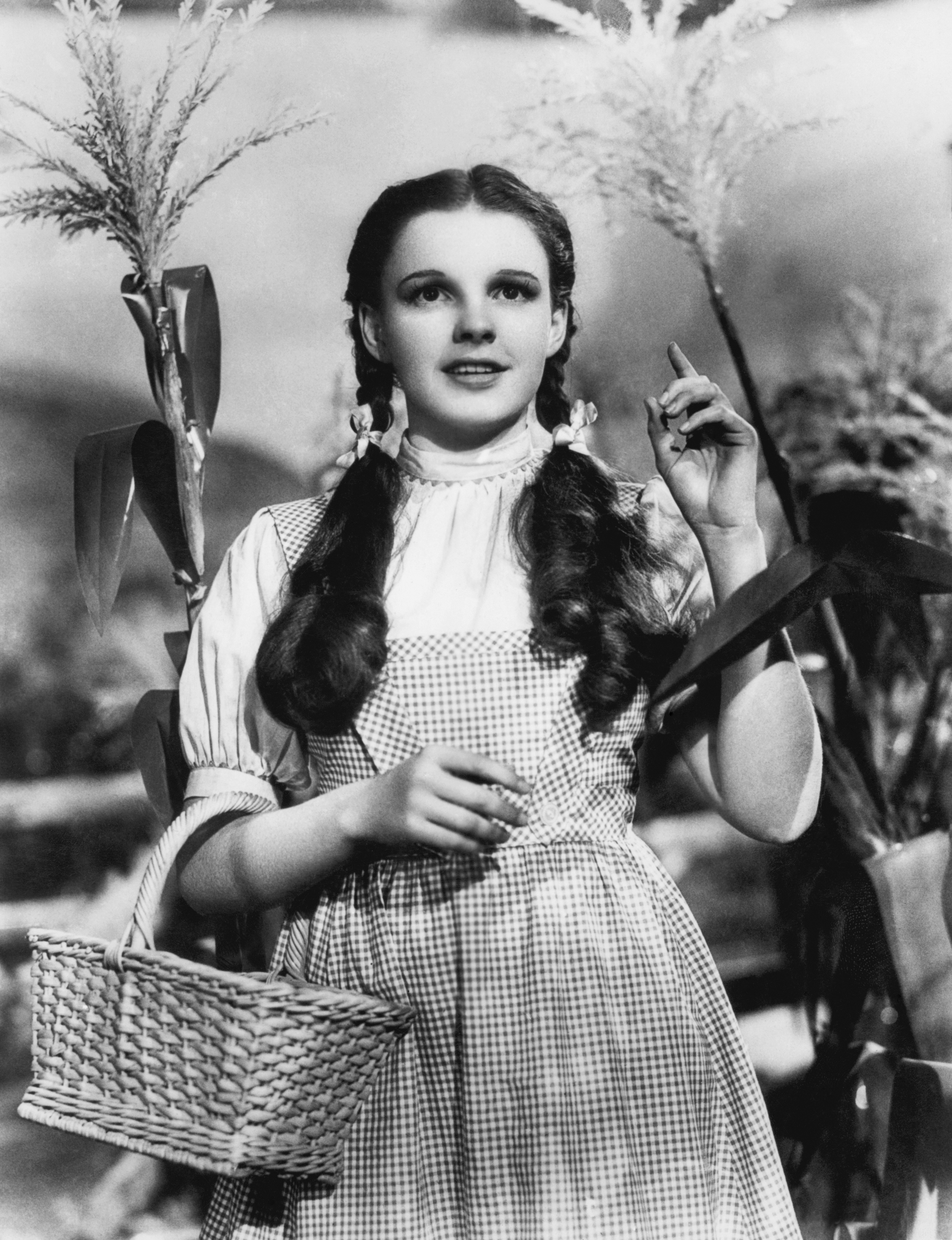
1939年の映画『オズの魔法使』でドロシーを演じたジュディ・ガーランド

このジャンルは、幸運を見つけるために世界を旅する幼い子供たちの民話から発展したものである。
「Bildungsroman」はドイツで生まれたが、まずヨーロッパで、その後世界各地で広く影響を及ぼした。トーマス・カーライルが英訳した、ゲーテの小説が1824年に出版された後、多くのイギリス人作家がその小説に触発されて似たような小説を書いた。
「Bildungsroman」には、芸術家の自己成長に焦点を当てた「Künstlerroman」（「芸術家小説」「artist novel」）など、多くのバリエーションが存在する。

## 青春映画（Teen films）
映画においては、「カミング・オブ・エイジ」はティーン向け映画のジャンルの一つである。成長物語映画は、主人公が若者から大人になるまでの心理的・道徳的な成長または変化に焦点を当てている。2020年代には、20代後半から30代前半になっても、短期的な人間関係や生活環境、仕事などを模索する若者が登場する「21世紀型の成人期が先延ばしされていることを認める一種の物語」である「遅延型成長物語映画（delayed-coming-of-age film）」へと形を変えた作品も登場している。
個人の成長や変化は、このジャンルの重要な特徴であり、行動よりも会話や感情的な反応に依存している。物語は、フラッシュバックの形で語られることもある。歴史的に、成長物語映画は、少年を中心に描かれることが多かったが、21世紀初頭には以下の様な女の子に焦点を当てた作品も多くなっていった。
- 早熟のアイオワ（2008年）
- ウィンターズ・ボーン（2010年）
- HICK ルリ13歳の旅（2011年）
- ガールフッド（英語版）（2014年）
- 裸足の季節（2015年）
- ミニー・ゲッツの秘密（英語版）（2015年）
- ミストレス・アメリカ（2015年）
- スウィート17モンスター（2016年）
- レディ・バード（2017年）
- Sweet 20（2017年）
- バービー（2023年）
- 魔女の宅急便（1989年）及び、同名の小説。

## 参照
- 成長物語の一覧（英語版）